# Javier Álvarez Salgado

Javier Álvarez (Vigo, Pontevedra; 20 de diciembre de 1943) es un exatleta español corredor de larga distancia que compitió en los Juegos Olímpicos de México 1968 y en los Juegos Olímpicos de Múnich 1972.
Fue internacional con la selección española en 43 ocasiones. Desde sus orígenes estuvo entrenado por el técnico vigués, Alfonso Ortega.
Ganó la prueba de 3000 metros obstáculos en los Juegos Mediterráneos de 1967 y quedó undécimo en la prueba de los Juegos Olímpicos de México 1968. A finales de año consiguió hacerse con el triunfo en la San Silvestre Vallecana.
En 1970 participó en el Campeonato Europeo de Atletismo en Pista Cubierta en Viena, obteniendo la medalla de bronce.
En 1971 acabó quinto en la prueba de 5000 metros en el  Campeonato Europeo celebrado en Helsinki. En los Juegos Mediterráneos de 1971 consiguió dos oros en 5000 m y otro más en la prueba de 10 000 m. En los Juegos Olímpicos de Múnich 1972 terminó décimo en 5000 m y en 12º puesto en los 10.000 metros
Fue cinco veces campeón de España en 5.000 m entre 1966 y 1968 y en 1972, 1973 y dos veces más en 3000 m obstáculos en 1965 y 1966.

## Récords personales
- 2000 m: 5:12,8 min, 30 de septiembre de 1973, Pontevedra
- 3000 m: 7:52,6 min, 15 de marzo de 1970, Viena
- 5000 m: 13:26,4 min, 19 de julio de 1972, Oslo
- 10.000 m: 28:01,4 min, 3 de septiembre de 1971, Múnich
- 30 km.: 1:32:15 h, 23 de abril de 1972, Manises (Récord en España)
- 3000 m obstáculos: 8:36,4 min, 17 de agosto de 1968, La Coruña

## Vida profesional
En su vida profesional fue concejal del Ayuntamiento de Vigo por el PSOE durante 12 años (1983-1995). Está casado con la también atleta internacional Loly García Pérez, que sigue participando desde que en 1964 realizó su primera licencia federativa.